# جوزف رودزینسکی
جوزف رودزینسکی (انگلیسی: Josef Rodzinski; ۲۹ اوت ۱۹۰۷ – ۱ دسامبر ۱۹۸۴) بازیکن فوتبال اهل آلمان بود.
وی همچنین در تیم ملی فوتبال آلمان بازی کرده‌است.